# Holdkőzetek

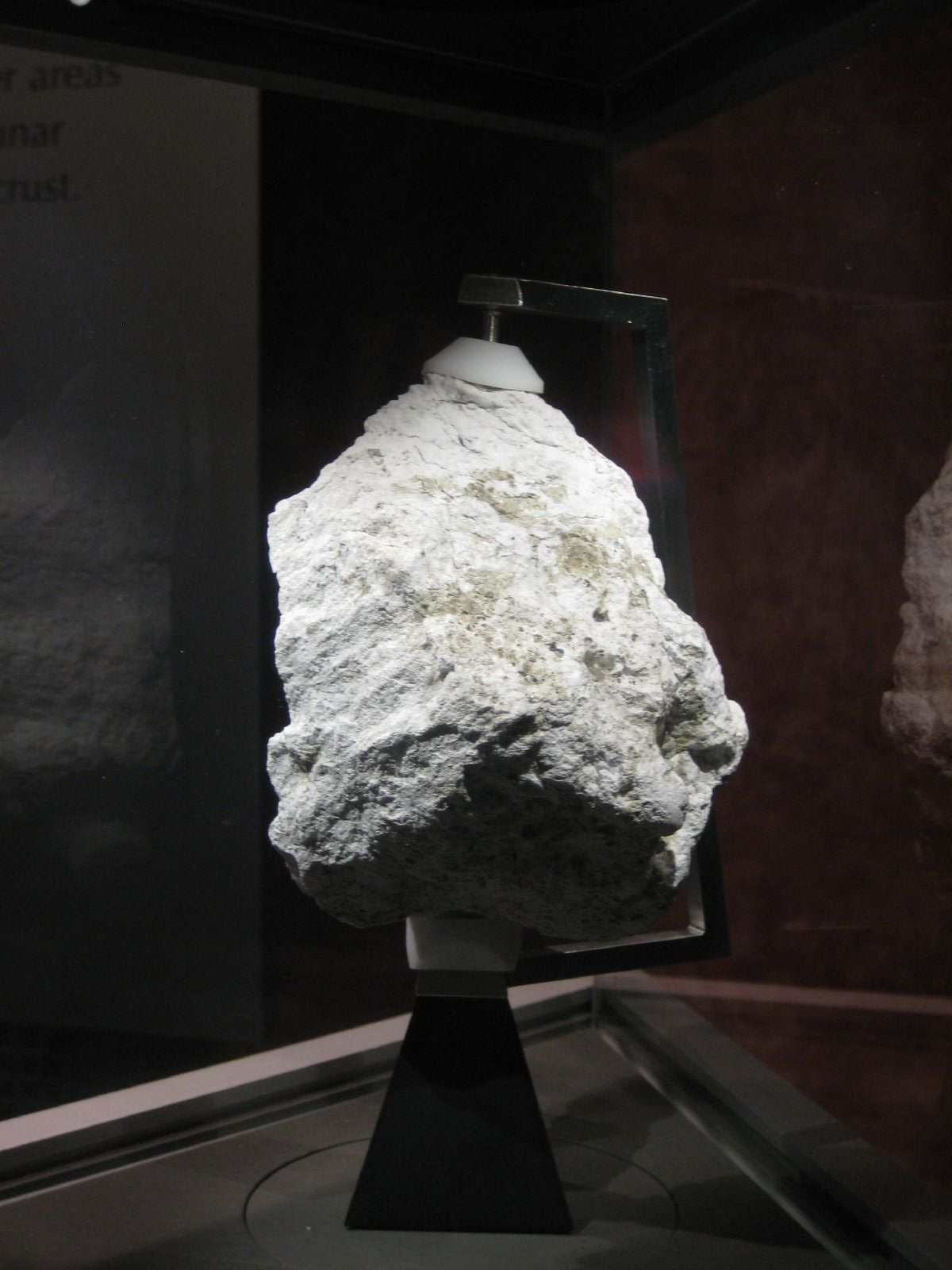
A 60025. számú Apollo-minta, amelyet az Apollo–16 gyűjtött, és a washingtoni Amerikai Természettudományi Múzeumban látható

1969 és 1972 közötti négy év alatt, az Apollo-program keretében, hat sikeres leszállást hajtottak végre a NASA űrhajósai a Holdon. A begyűjtött kőzetminták össztömege 384 kilogramm. Ezek az első tudatosan gyűjtött naprendszerbeli anyagkészletek. Ugyanebben az időszakban három Luna-program három űrszonda robotja is hozott talajmintát a Holdról az szovjet űrkutatás keretében.

## A NASA oktatási célra összeállított holdkőzet mintakészlete
A NASA az 1970-es években egy 12 vékonycsiszolatból álló mintakészletet állított össze egyetemek számára a holdi expedíciókon gyűjtött holdkőzetekből. 20 ilyen készlet készült. Az egyiket a budapesti Eötvös Loránd Tudományegyetemen kölcsönzik és használják föl a geológia és az anyagtudomány oktatásában. Ebből a készletből ismerhetjük meg a holdkőzetek főbb típusait.

## A holdkőzetek 4 fő típusa
A Hold kőzetei eredetüket tekintve magmás kőzetek, melyeket a későbbiekben a becsapódások átalakítottak: összetördeltek, szétszórtak, részben meg is olvasztottak. Az oktatási holdkőzet mintasorozat jó áttekintést ad a Hold főbb kőzettípusairól. Vizsgálatuk képet ad a Holdon lejátszódott fontosabb kőzettani folyamatokról. Ezek: 
1.) a holdi kéreg kialakulása (az anortozit minta és a norit minta), 
2.) a bazaltos mare elöntések kialakulása és a bazaltok rétegződése (3 bazaltos minta és egy szitált frakció a narancsszínű talajból, amit lávaszökőkút hozott létre), 
3.) a breccsák keletkezése (3 breccsa minta, egy-egy a felföldi és mare területről és egy a Fra Mauro Formációról), és 
4.) a holdi regolit keletkezése (2 talajmintából szitált frakció és egy talajbreccsa).

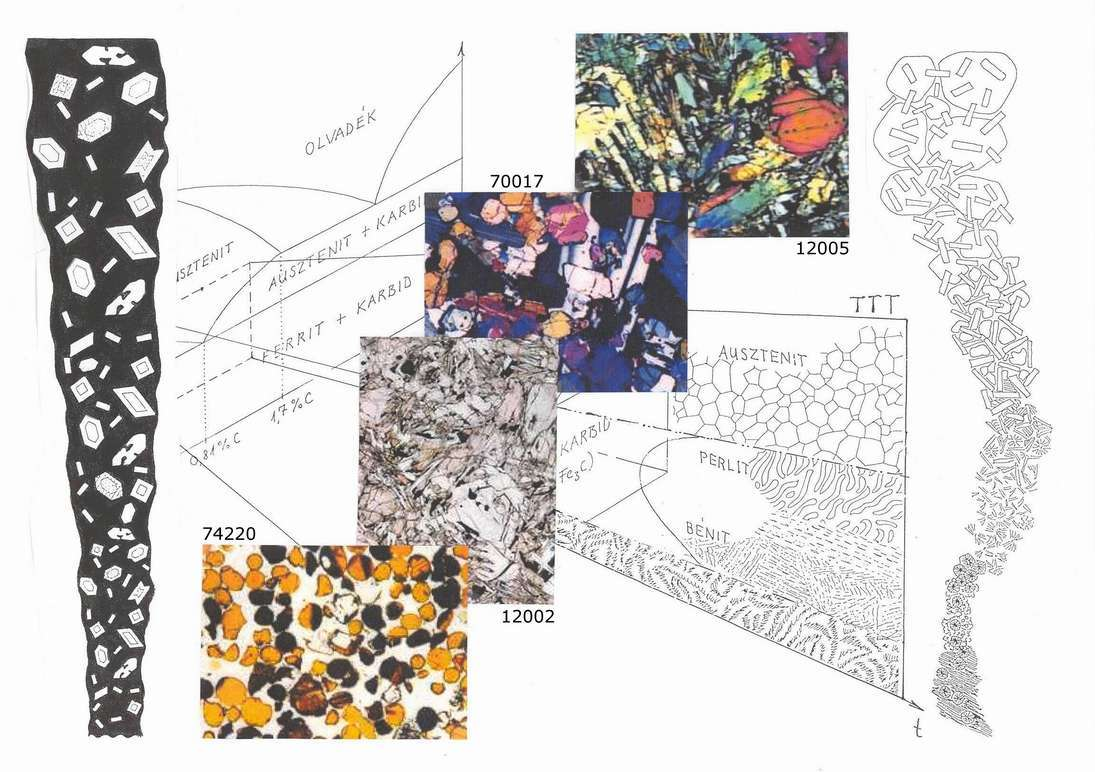
A holdi bazaltok sorozata a NASA készletből, lehűlési sebesség szerint sorba rendezve, és az acélok edzési diagramja, szövetképpel összehasonlítva.

### Anortozit
A Hold külső kérge az égitest összeállása után megolvadt. A magmaóceánból kristályosodott ki az az anortozitos kéreg, amelyet mi egységesen holdi felföldeknek nevezünk. Arra, hogy a holdi magmaóceán a teljes holdra kiterjedt, az ásványok ritkaföldfém gyakorisága alapján következtettek: az anortozitok nagy pozitív európium anomáliájából és a holdi bazaltok nagy negatív európium anomáliájából. Néhány anortozit mintában még megfigyelhető a kőzet kumulátos szövete is.
A Hold anortozitos kérgét a keletkezése utáni fél milliárd évben több nagyméretű égitest becsapódása érte. Ezek a becsapódások feltördelték az anortozitos kérget, körkörös medencéket hoztak létre, és hatalmas területekre terítették szét a kidobott törmeléktakarót. A hold kérgét alkotó anortozitos kőzetek ezért többségükben breccsás szövetűek. Az Apolló-űrhajósok által hozott anortozit minták többségében megfigyelhetjük az összetördelt ásványokat, a breccsás szövetszerkezetet.

### Holdi bazaltok

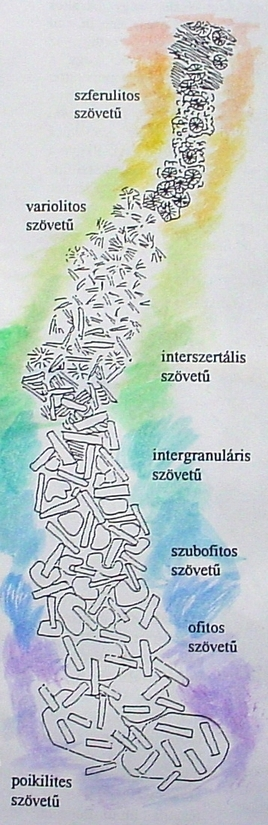
A NASA Holdkőzet készletben lévő bazaltok jól beilleszthetők a kiömlött bazaltréteg mélységgel egyre változó szövettípusai közé.

A holdi kéregbe történt nagy becsapódások medencéket alakítottak ki a Holdon. A Hold látható oldalán ezeket a körkörös medencéket bazaltláva folyások töltötték föl. A holdi vulkanizmus hosszú ideig eltartott, s a hígan folyó láva hatalmas távolságokon, vékony rétegekben terült szét. A holdi bazaltok keletkezésének kora csaknem egy milliárd évet fog át az Imbriumi korban, de kráterszámlálások alapján tudjuk, hogy léteznek olyan lávafolyások is, melyek az Eratoszthenészi korban keletkeztek. Ilyenek az Imbrium medencében föltérképezett lávafolyások is. Az Apolló expedíciókon a Földre hozott holdkőzetek kora 3,7 és 3,2 milliárd év közé esik.
A holdi lávák vékony rétegekben terültek szét. A Holdi bazaltmintákat ezért legcélszerűbb egy vékony lávafolyás felszínétől lefelé haladva sorba rendezni és így bemutatni őket. A felszíntől lefelé haladva más és más jellegű szöveteket találunk egy lávafolyásban. A láva a mélység növekedésével egyre lassabban hűlt le, s ezért a kőzetszövetek a lehűlési sebesség csökkenése szerinti sorba lesznek rendezve. A szövetek az üveges elegyrészeket is tartalmazó szferulitos szövettől elindulva rendre a következő típusokat tartalmazzák: variolitos szövet, interszertális szövet, intergranuláris szövet, szubofitos szövet, ofitos szövet, poikilites szövet. A holdi bazaltok között a legtöbb típusra van példa, néha azonban csak úgy, hogy töredékként jelennek meg a breccsákban. Ilyen szövetsort földi ofiolitokban, vagy párnalávákban is találtak kutatók (Józsa, 2000).
Három bazaltos vékonycsiszolat van a gyűjteményben, de összetételét tekintve ide tartozik a "narancsszínű talaj" mintája is, tehát a bazaltokat négy minta képviseli a NASA készletben. Rendezzük el a holdkőzet-készlet négy, bazaltos összetételű mintáját egy olyan tulajdonság alapján, ami jól megfigyelhető a szövetükön: az ásványszemcsék mérete alapján. Tudjuk, hogy a lehűlés körülményei erősen hatnak a szemcseméretre. A gyorsan lehűlő szilikátolvadékból apró kristályok válnak ki, míg a hosszú ideig (például nagy mélységben) kristályosodó kőzetek durva szemcsés szövetűek lesznek. Ha tehát az átlagos szemcseméret, illetve a szemcsék egymáshoz való viszonya alapján készítünk el egy sorozatot a holdi bazaltokból, akkor voltaképpen a lehűlési sebesség szerinti anyagtérképet is fölvázoltuk. A mi lehűlési anyagtérképünkön a függőleges tengelyen szerepel a lehűlési sebesség, a különféle szövetek pedig egymás alá kerülnek: az apró szemcsés felszín-közeli, s rendre az egyre durvább szemcséjű mélységi szövetekkel zárul a sor.
Az összetett ábra a NASA holdkőzet-készlet 4 bazaltmintájának szövetét mutatja be, lehűlési sebesség szerinti sorozatba rendezve, és összevetve az acélok edzésére készített szövet-diagrammal.

### Breccsák
Még az anortozitoknál is tördeltebb ásványvilág szökik a szemünkbe a breccsákat megfigyelve a mikroszkópban. A becsapódások ütése összetett átalakító folyamatokat indít el a felszíni kőzeteken. A kerámiaipari folyamatok hasonlatával élve: mint a "malom" őrli, mint a "vihar" forgószele teríti, s mint a "kemence" forrósága összesüti a törmelékeket. A breccsák némelyike sokszor átesett ezen a tortúrán, ezért alakulhatott ki soknak a "breccsa-a-breccsában" szövete (14305, 72275).
Sok breccsában különböző eredetű kőzetszilánkok és töredékek keveredtek össze (polimikt breccsák), míg más breccsák egyetlen megelőző kőzet (protokőzet) összetördeléséből alakultak ki (monomikt breccsa). Sok breccsában a mátrix anyaga megolvadt és újrakristályosodott. A becsapódási kráter közepén találjuk azokat a kőzeteket, amelyek a megolvadt kőzetekből és a rájuk visszahullott törmelékekből alakultak ki.
A breccsákban nagyméretű kőzettöredékeket, kőzetszilánkokat találunk beágyazva. A breccsák jelentőségét az adja, hogy bennük távoli területről származó többféle idegen kőzetszilánk is megtalálható. Így a 6 expedíciós gyűjtőhely a breccsák révén sokkal nagyobb kiterjedésű gyűjtési területet képvisel összekeveredett kőzetszilánkjaival.
A breccsákban található kőzetszilánkokat, nagyobb méretű szövetelemeket fölhasználhatjuk a breccsák jellemzésére, osztályozására. Ha a kőzetszilánkok, szemcsék egymást szinte érintik, mondhatjuk úgy, hogy egymáson támaszkodnak, akkor szemcsevázú szövetről beszélünk. Ha ezek a nagyobb szemcsék teljesen körül vannak véve apróbb szemcsékkel, szinte úsznak az aprószemcsés mátrixban, akkor mátrixvázúnak nevezzük a szövetet. A holdi breccsákban mindkét szövettípus és a már említett breccsa-a-breccsában szövet is előfordul.

### Porminták
A NASA-készletben a negyedik anyagminta-típus a talajmintáké. A talajminták is a távoli vidékekről odaszállított változatos anyagvilágot, kőzet- és ásványtöredék-darabokat hordozzák és így a felszíni keveredési folyamatokra is utalnak. Szitált frakciók 60-100 mikrométeres szemcsékkel. A 68501 sz. minta a felföldekről, a 70181 sz. minta pedig a mare vidékekről tartalmaz töredékeket, kőzetszilánkokat, ásványszemcséket.